# Indonéské námořnictvo
Indonéské námořnictvo (indonésky Tentara Nasional Indonesia–Angkatan Laut – TNI AL) je součástí ozbrojených sil Indonésie. Založeno bylo roku 1945 v návaznosti na vyhlášení nezávislosti země. Indonésie udržuje rozsáhlé námořnictvo, což si vynucuje samotná geografie státu ležícího na mnoha ostrovech a potýkajícího se s řadou problémů (spory o oblasti bohaté na nerostné suroviny, pirátství na námořních trasách, nebo terorismus).
Námořnictvo tvoří asi 55 000 příslušníků a 166 válečných lodí. Jeho hlavní síly tvoří fregaty a korvety, doplněné množstvím menších lodí. Země tradičně provozuje i konvenční ponorky. Rozvíjí se i domácí loďařský průmysl – státní loděnice PT.Pal vyvinula výsadkové lodě třídy Makassar a ve spolupráci s Jižní Koreou staví konvenční ponorky třídy Chang Bogo.
Indonéské námořnictvo bylo v minulosti několikrát bojově nasazeno - například v konfliktu s Nizozemskem a Malajsií v 60. letech 20. století, nebo při invazi na Východní Timor v letech 1975–1976.
Názvy indonéských válečných lodí začínají zkratkou KRI.

## Historie

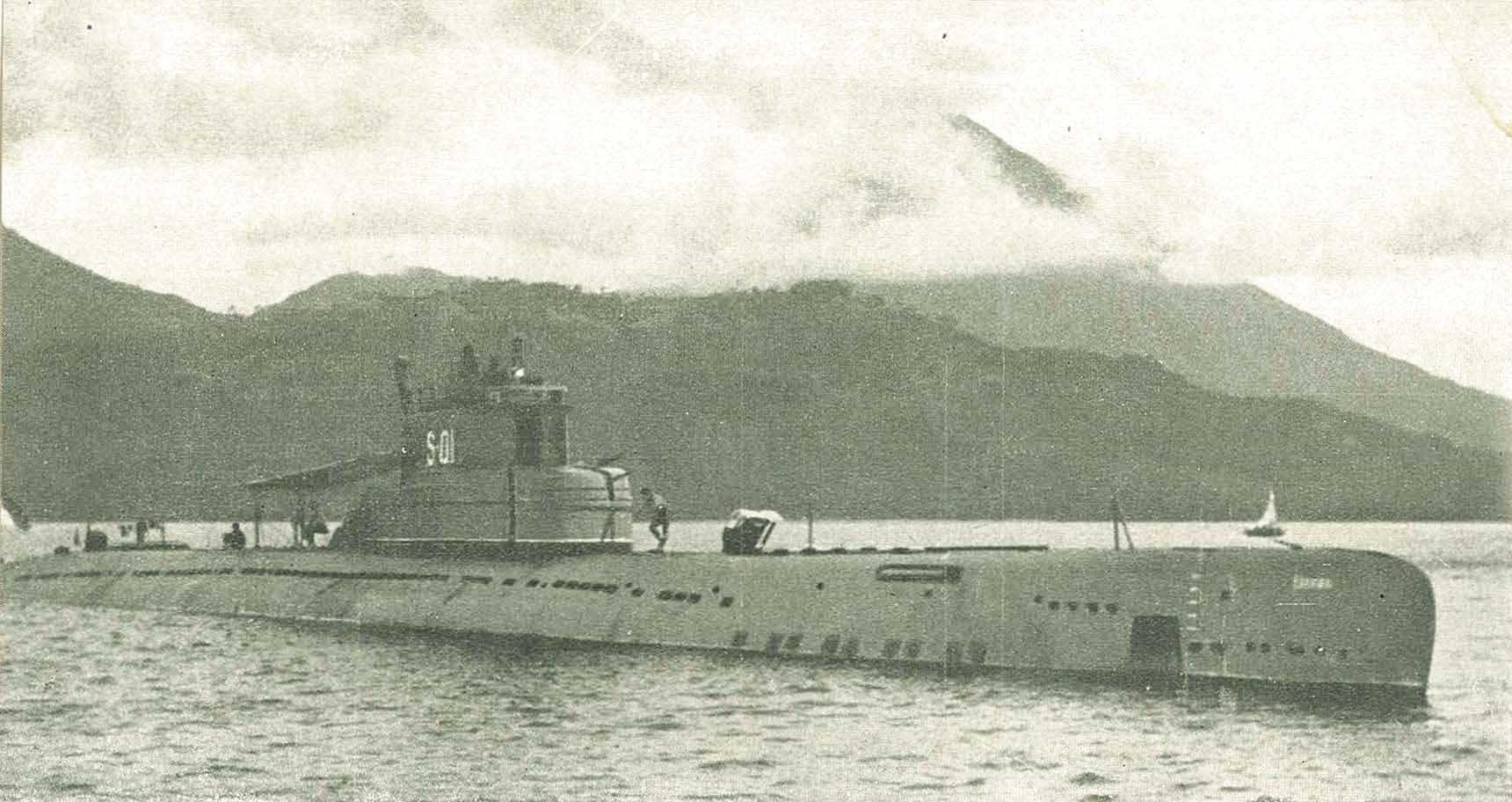
Indonéská ponorky RI Tjakra (S-01) sovětské třídy Whiskey

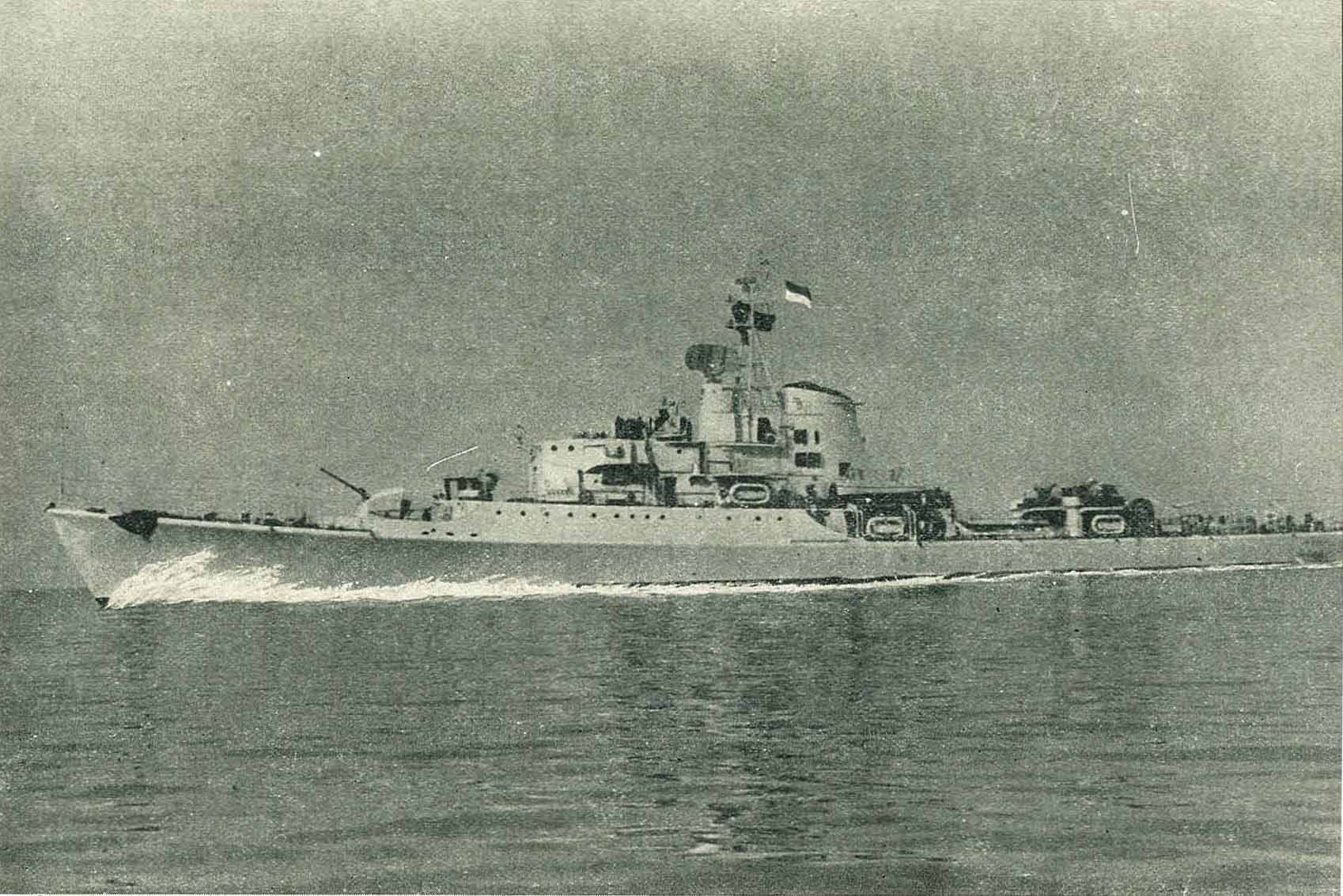
Indonéská fregata

Indonésie začala budovat své námořnictvo bezprostředně po vyhlášení nezávislosti v roce 1945. Zpočátku přitom disponovala pouze několika hlídkovými čluny, mimo jiné čtyřmi oceánskými minolovkami třídy Bathurst. V roce 1951 se vlajkovou lodí námořnictva stal v Nizozemsku zakoupený torpédoborec Gadjah Mada (ex Tjerk Hiddes (G16) britské (třídy N). V letech 1959-1960 země získala osm torpédových člunů německé třídy Jaguar a v letech 1960-1961 celkem 13 tankových výsadkových lodí amerického druhoválečného typu LST.
V době vlády prezidenta Sukarna se země silně orientovala na Sovětský svaz, který jejímu námořnictvu dodal celou řadu válečných lodí, včetně jediného indonéského křižníku Irian třídy Sverdlov. Kromě jej se jednalo například o sedm torpédoborců třídy Skorij, sedm fregat třídy Riga, 14 konvenčních ponorek třídy Whiskey, 24 torpédových člunů třídy P6, 12 raketových člunů třídy Komar, šest oceánských minolovek třídy T-43P, nebo 14 hlídkových lodí třídy Kronštadt.
Éru spolupráce se SSSR ukončil vojenský převrat a nástup vlády generála Radena Suharta. Indonésie se poté přeorientovala na západ a hlavním dodavatelem námořnictva se staly nizozemské loděnice a naopak sovětská plavidla byla postupně vyřazována. Z USA byly v letech 1973-1974 získány čtyři starší fregaty třídy Claud Jones a v letech 1979-1980 byly zařazeny tři moderní fregaty třídy Fatahilah postavené v Nizozemsku. Na rozvoji indonéského námořnictva se začala výrazněji podílet i Jižní Korea, kde byly pro Indonésii postaveny čtyři raketové čluny třídy Mandau vycházející z americké třídy Asheville, nebo šest tankových výsadkových lodí třídy Teluk Semangka.
Osmdesátá léta byla dobou expanze a modernizace námořnictva. Nejsilnější jednotky představovalo šest fregat nizozemské třídy Van Speijk (varianta legendární britské třídy Leander) z let 1986-1990 a tři starší britské fregaty třídy Tribal. Plavidla třídy Van Speijk přitom byla výrazně modernizována a mimo jiné vyzbrojena ruskými těžkými nadzvukovými protilodními střelami Jachont. Výraznou posilou námořnictva se staly rovněž dvě zcela nové ponorky třídy Cakra německého typu 209/1300 a z Německa bylo dodáno také několik sérií hlídkových a raketových člunů (třídy Kakap, Andau, Pandrong a Todak) patřících k řadě PB 57 německé loděnice Lürssen.
V devadesátých letech Indonésie zakoupila značné množství lodí pocházejících z německých přebytků, zejména plavidel postavených pro východoněmeckou Volksmarine a převzatých německým námořnictvem po sjednocení země. Jednalo se například o pět malých ponorek typu 206, patnáct protiponorkových korvet třídy Parchim, devět minolovek třídy Kondor II a čtrnáct výsadkových lodí třídy Frosch.

## Složení

### Fregaty

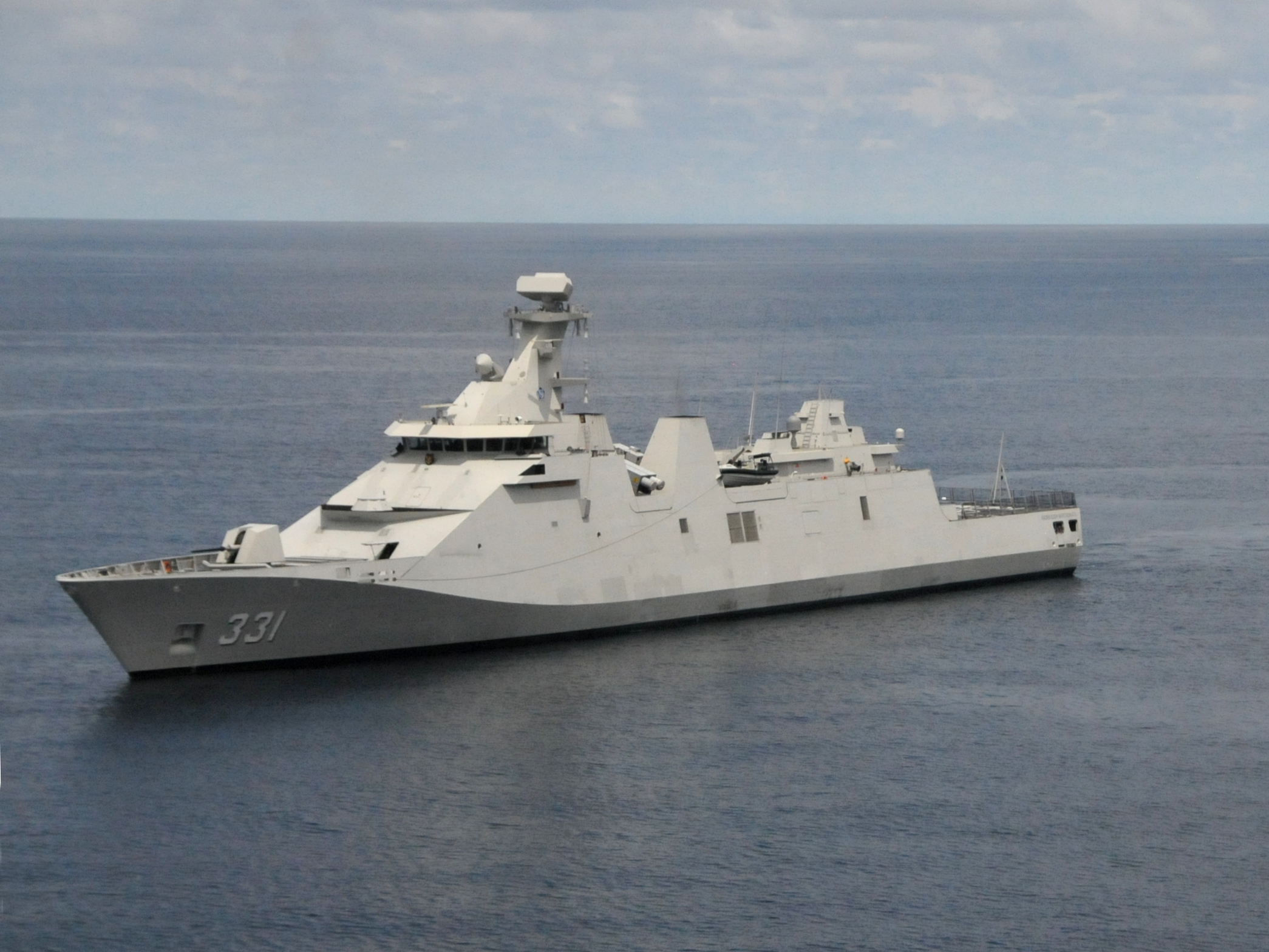
Fregata Raden Edi Martadinata (331)

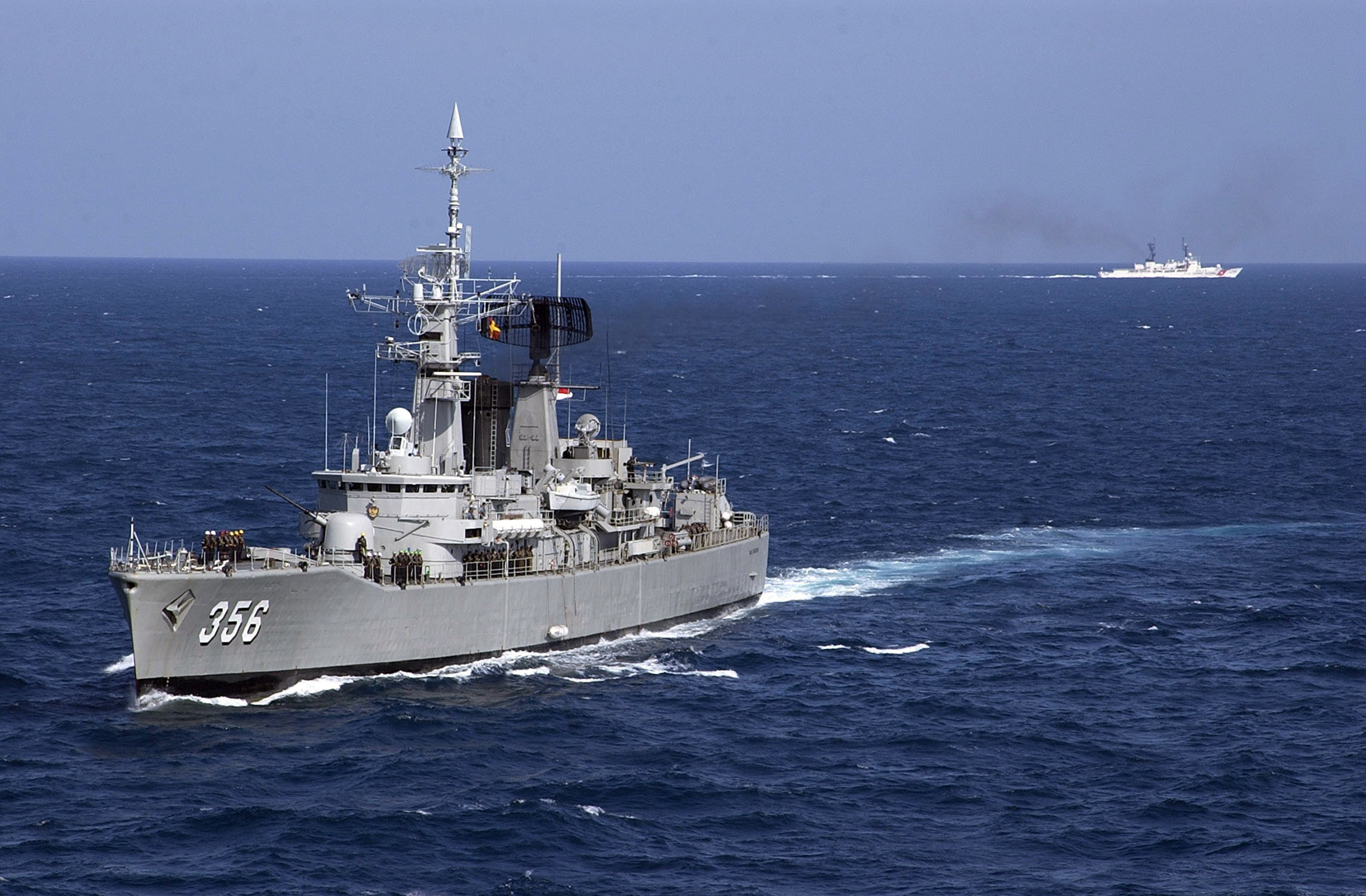
Fregata Karel Satsui Tubun (356)

- Třída Martadinata
  - Raden Edi Martadinata (331)
  - I Gusti Ngurah Rai (332)

- Třída Van Speijk
  - Ahmed Yani (351)
  - Slamet Riyadi (352)
  - Yos Sudarso (353)
  - Oswald Sihaan (354)
  - Abdul Halim Perdanakasuma (355)
  - Karel Satsui Tubun (356)

### Korvety
- Třída Bung Karno

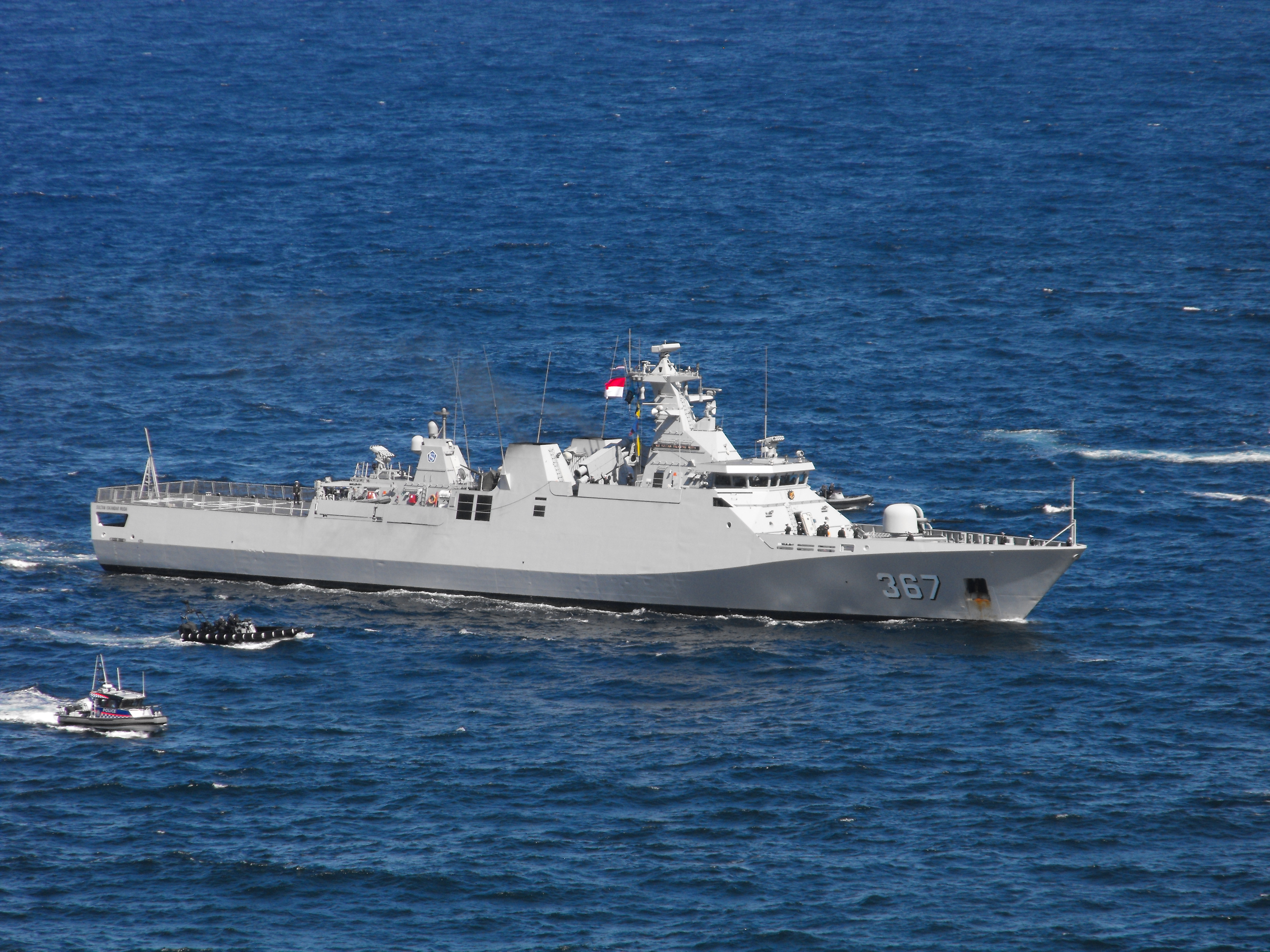
Sultan Iskandar Muda (367)

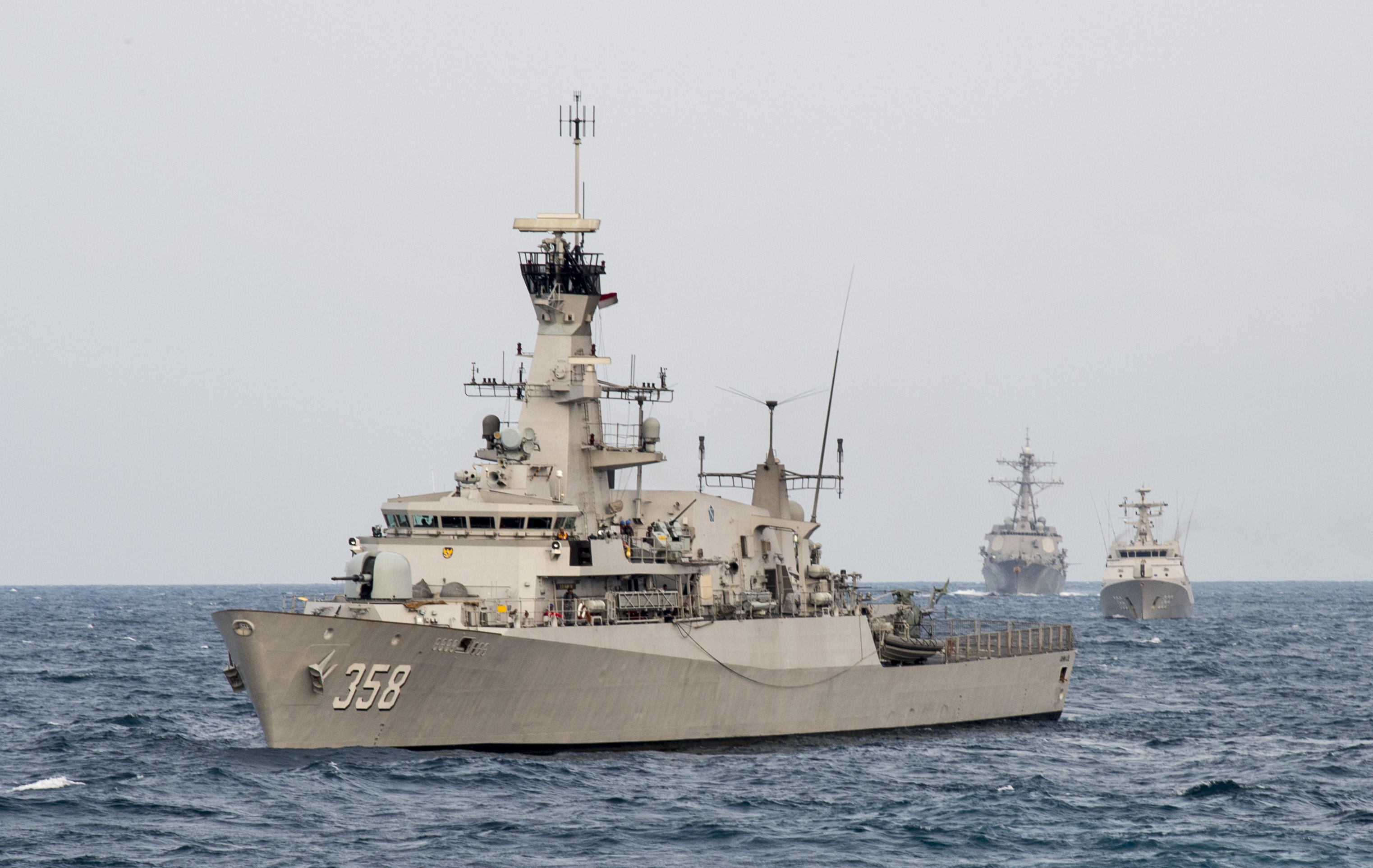
John Lie (358)

  - Bung Karno (369) – zároveň slouží také jako prezidentská jachta.
  - Bung Hatta (370)

- Třída Bung Tomo
  - Bung Tomo (357)
  - John Lie (358)
  - Usman-Harun (359)

- Třída Diponegoro
  - Diponegoro (365)
  - Sultan Hasanuddin (366)
  - Sultan Iskandar Muda (367)
  - Frans Kaisiepo (368)

- Třída Parchim (14 ks)

- Třída Fatahilah
  - Fatahilah (361)
  - Malahayati (362)
  - Nala (363)

### Ponorky
- Třída Chang Bogo
  - Nagapasa (403)
  - Ardadedali (404)
  - Alugoro (405)

- Typ 209/1300
  - Cakra (S401)
  - Nanggala (S402)

### Výsadkové lodě

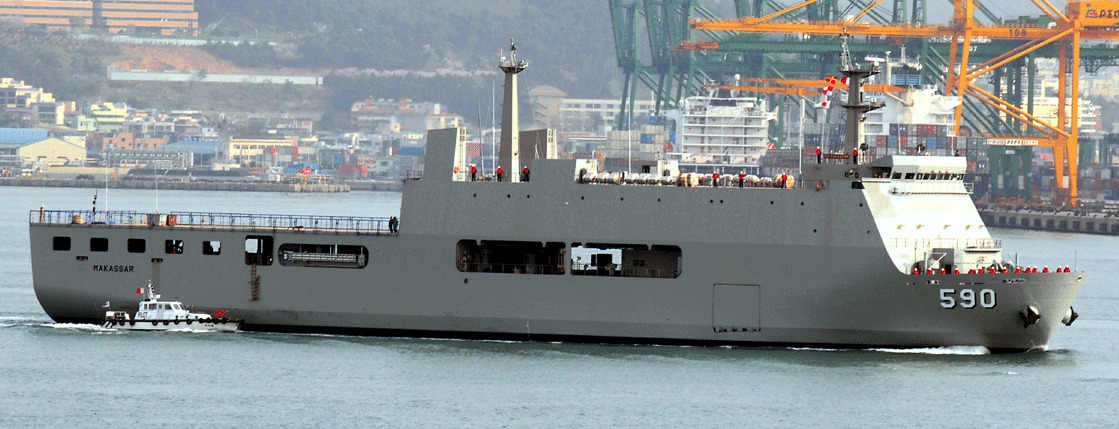
Makassar (590)

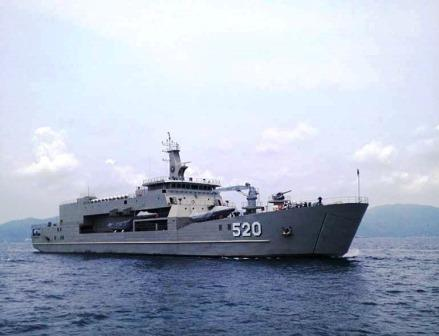
Teluk Bintuni (520)

- Třída Makassar – Amphibious Transport Dock
  - Makassar (590)
  - Surabaya (591)
  - Banjarmasin (592)
  - Banda Aceh (593)
  - Semarang (594) – pomocná výsadková a nemocniční loď
  - dr. Wahidin Soedirohusodo (991) – pomocná výsadková a nemocniční loď
  - dr. Radjiman Wedyodiningrat (992) – pomocná výsadková a nemocniční loď

- Dr. Soeharso (990) – pomocná výsadková a nemocniční loď

- Třída Teluk Bintuni (9 ks) – tanková výsadková loď
- Třída Teluk Gilimanuk (12 ks) – tanková výsadková loď
- Třída Teluk Semangka (4 ks) – tanková výsadková loď
- Teluk Amboina (503) – tanková výsadková loď

### Raketové čluny

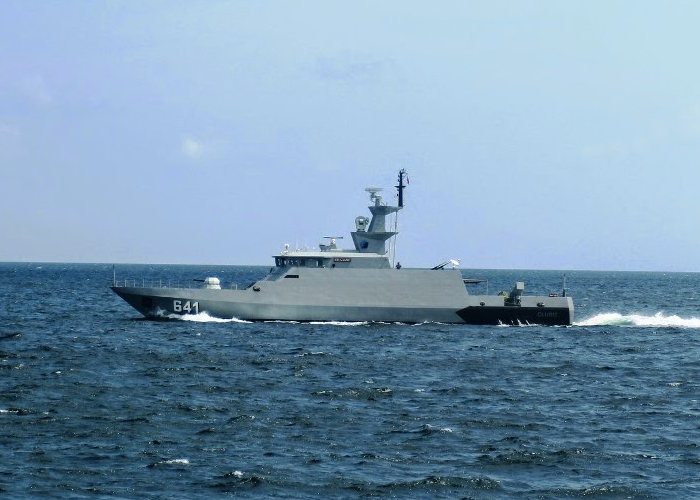
Clurit (641)

- Třída Sampari (KCR-60M) (6 ks)
- Třída Clurit (KCR-40) (8 ks)
- Třída Mandau (PSK Mk 5) (4 ks)
- Třída Waspada (2 ks)

### Hlídkové lodě
- Třída Thaon di Revel (1 ks)
- Golok (688)
- Třída Dorang (PC-60) (6 ks)
- Třída Pari (PC-40) (11 ks)
- KRI Krait (827)
- Třída Viper (KAL-40) (8 ks)
- Třída Kobra (KAL-36) (4 ks)
- Třída Boa (KAL-35) (9 ks)
- Třída Todak (PB 57 Mk V) (4 ks)
- Třída Pandrong (PB 57 Mk IV) (2 ks)
- Třída Andau (PB 57 Mk II) (4 ks)
- Třída Kakap (PB 57 Mk I) (4 ks)
- Třída Attack (8 ks)

### Minolovky
- Třída Pulau Fani (2 ks)
- Třída Tripartite (2 ks)
- Třída Kondor II (6 ks)

### Pomocné lodě

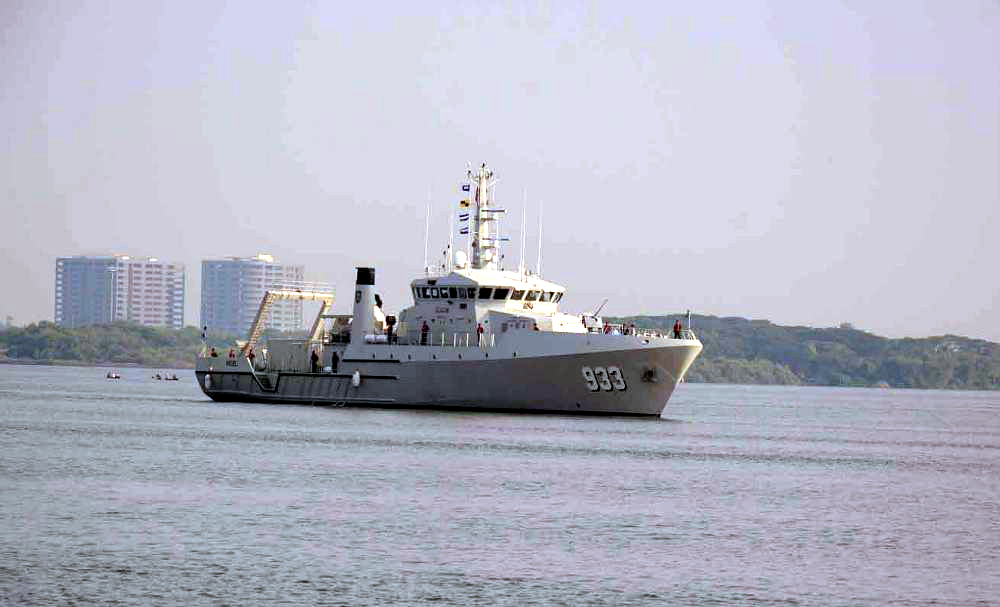
Rigel

- Třída Rover – tanker
  - Arun (903)

- Třída Tarakan – tanker
  - Tarakan (905)
  - Bontang (907)
  - Balongan (908)

- KRI Sungai Gerong (906) – tanker

- Třída Hecla – výzkumná loď
  - Dewa Kembar (932)

- Třída Rigel (2 ks) – výzkumná loď

### Cvičné lodě
- KRI Dewaruci – barkentina
- KRI Bima Suci – bark
- Ki Hajar Dewantara (364) – cvičná korveta

## Plánované akvizice
- 6 fregat evropské třídy FREMM
- 2 fregaty třídy Merah Putih (Arrowhead 140)
- 2 fregaty turecké třídy Istanbul
- 2 fregaty italské třídy Maestrale z přebytků italského námořnictva.
- 2 oceánské hlídkové lodě třídy Raja Haji Fisabilillah (OPV 90M)
- 3 ponorky jihokorejské třídy Chang Bogo
- 2 raketové čluny třídy KCR-70M
- 2 raketové čluny třídy Sampari (KCR-60M)
- KRI Belati (622) – nová verze KCR-60M
- 1 výzkumná loď, 105metrová výzkumná loď vyvinutá německými společnostmi Abeking & Rasmussen a Fassmer na základě konstrukce od Fassmer[6]